# Richard Linde (Widerstandskämpfer)
Richard Linde (* 31. März 1880 in Hannover; † 19. Mai 1965 in Berlin) war ein deutscher Widerstandskämpfer gegen den Nationalsozialismus.

## Leben

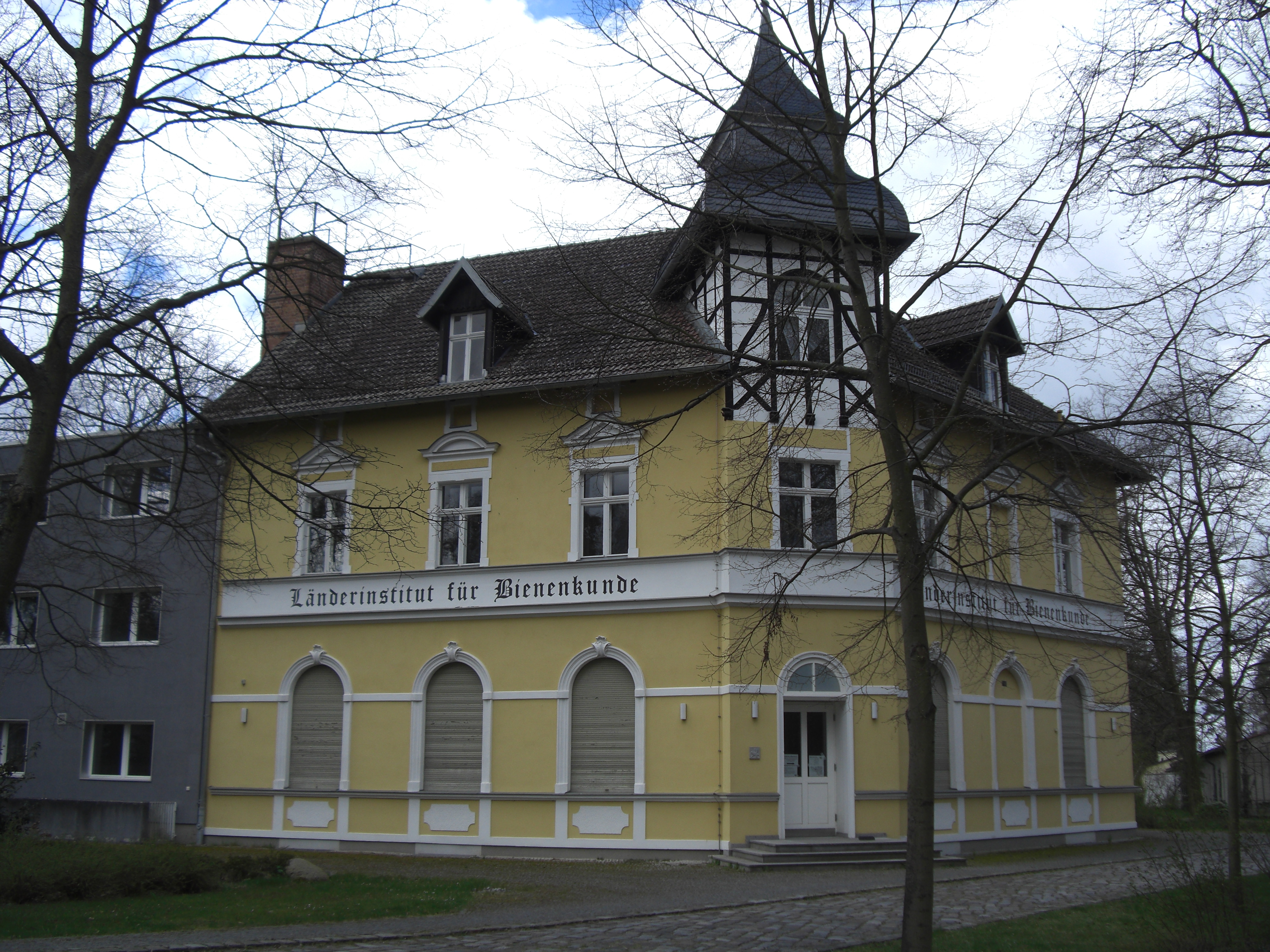
In Richards Lindes Anwesen ist heute das Länderinstitut für Bienenkunde ansässig.

Linde hatte sich 1918 als selbstständiger Patentanwalt in Berlin niedergelassen. 1920 erwarb er für seine Frau und seine drei Kinder ein Gebäude im brandenburgischen Hohen Neuendorf. Das große Grundstück bewirtschaftete er mit einem kleinen Handwerklichen Betrieb. Er baute dort Obst und Gemüse an und hielt ein Bienenvolk. 1921 trat Linde der Freimaurerloge Zur Sonne bei.
Über seine Tochter Edith lernte Linde Hildegard Knieß und Elisabeth Abegg kennen. Wie auch sie schloss er sich der links-liberalen Widerstandsgruppe um Ernst Strassmann und Hans Robinsohn an. Sein Haus, das „Villa Linde“ genannt wurde, stellte er als Treffpunkt für Andersdenkende und für politische Gespräche zur Verfügung. Man hörte gemeinsam Nachrichten des evangelischen Rundfunks. Während des Zweiten Weltkrieges gewährte Linde ab 1942 verfolgten Juden, entflohenen Zwangsarbeitern und Kriegsgefangenen Unterschlupf in seinem Anwesen und war nun selbst Teil eines Netzwerks zum Schutz von Flüchtlingen. Auch nach Strassmanns Verhaftung am 19. August 1942 blieb Linde in Hohen Neuendorf im politischen Widerstand aktiv.
Nach Kriegsende trat Linde der SPD bei. Als er 1958 mit der DDR in Konflikt geriet, wagte er im Alter von 78 Jahren einen Neuanfang als Patentanwalt in Rüsselsheim und West-Berlin.
Heute erinnert eine Gedenktafel vor der ehemaligen „Villa Linde“.